# Robert Peel
Sir Robert Peel (5 tháng 2 năm 1788 – 2 tháng 7 năm 1850) là chính trị gia người Anh và là thành viên của Đảng Bảo thủ, hai lần giữ chức Thủ tướng của Vương quốc Liên hiệp Anh và Ireland (1834–1835 và 1841–1846) và hai lần giữ chức Bộ trưởng Nội vụ (1822–1827 và 1828–1830).